# Agneta Nyström
Agneta Christina Birgitta Nyström, född 12 juni 1944 i Sundsvalls församling, Medelpad är en svensk tidigare schlagersångare.

## Biografi

### Sångkarriär
Agneta debuterade redan som treåring i radioprogrammet Knaust Kabaréafton. 1961 gjorde hon TV-debut i programmet En kväll på Sunside på SVT och framförde "Farmareflickan". Strax där efter tecknade Agneta ett tvåårskontrakt med skivbolaget Cupol och spelade in singeln "Vägen", men då Gunnar Wiklund önskade att ha ensamrätt på "Vägen" gavs singeln aldrig ut. Ett framträdande i Frukostklubben 1962 resulterade istället i utgivningen av EP:n "Hej du glade" på skivbolaget Decca. Därefter följde turnéer i Sverige, Finland och Norge med bl.a. Jack Dailey samt arbete som programvärdinna på Ronneby Brunn.

### Senare år
1973 började Agneta Nyström sjunga som sopran i Sundsvalls kammarkör, under Kjell Lönnås ledarskap, och var medlem och av kören fram till 1995.